# Dombasle-en-Xaintois
Dombasle-en-Xaintois là một xã, nằm ở tỉnh Vosges trong vùng Grand Est của Pháp. Xã này có diện tích 4,72 km², dân số năm 1999 là 119 người. Xã này nằm ở khu vực có độ cao trung bình 341 m trên mực nước biển.
Dân địa phương tiếng Pháp gọi là Dombaslois.

## Biến động dân số
| 1962                                         | 1968 | 1975 | 1982 | 1990 | 1999 |
| -------------------------------------------- | ---- | ---- | ---- | ---- | ---- |
| 135                                          | 146  | 141  | 148  | 139  | 119  |
| Số liệu từ năm 1962: Dân số không tính trùng |      |      |      |      |      |